# Industrieller Elektroberuf
Industrielle Elektroberufe sind Ausbildungsberufe im Bereich der Elektrotechnik, die von den Fachverbänden, von den Organisationen der Arbeitgeber, von den Gewerkschaften und vom Bundesinstitut für Berufsbildung im Verbund mit dem Zentralverband Elektrotechnik und Elektronikindustrie e. V. (ZVEI) definiert und durch staatliche Verordnung anerkannt wurden.

## 2009
Im Jahr 2009 kam der folgende industrielle Elektroberuf hinzu:
- Industrieelektriker/Industrieelektrikerin ab dem 1. August 2009.[1]

## 2003
Im Jahr 2003 wurden die folgenden industriellen Elektroberufe anerkannt (aktualisiert 2007):
- Elektroniker(in) für Gebäude- und Infrastruktursysteme
- Elektroniker(in) für Betriebstechnik
- Elektroniker(in) für Automatisierungstechnik
- Elektroniker(in) für Geräte und Systeme
- Systeminformatiker(in)
- Elektroniker(in) für luftfahrttechnische Systeme

Gleichzeitig wurden die folgenden industriellen Elektroberufe gestrichen:
- Elektromaschinenmonteur(in)
- Energieelektroniker(in)
- Prozeßleitelektroniker(in) (ab 1992)
- Industrieelektroniker(in) (mit 2 Spezialisierungsbereichen)
- Kommunikationselektroniker(in) (mit 3 Spezialisierungsbereichen)
- Fluggeräteelektroniker(in) (ab 1997)

## Elektroberufe in Handwerk und Industrie
- Elektroanlagenmonteur(in)
- Mechatroniker(in)

## Handwerkliche Elektroberufe
- Elektroniker Fachrichtung Automatisierungs- und Systemtechnik
- Elektroniker Fachrichtung Energie- und Gebäudetechnik
- Elektroniker für Gebäudesystemintegration
- Elektroniker für Maschinen und Antriebstechnik
- Informationselektroniker